# 拉沙佩勒达利涅
拉沙佩勒达利涅（法語：La Chapelle-d'Aligné，法語發音：[la ʃapɛl daliɲe]）是法国萨尔特省的一个市镇，属于拉弗莱什区。

## 地理
拉沙佩勒达利涅（47°43'58"N, 0°14'11"W）面积33.04 平方千米，位于法国卢瓦尔河地区大区萨尔特省，该省份为法国西北部内陆省份，北起顺时针与奥恩省、厄尔-卢瓦省、卢瓦-谢尔省、安德尔-卢瓦尔省、曼恩-卢瓦尔省和马耶讷省接壤，是法国大西部的入口，连接卢瓦尔河谷、布列塔尼和巴黎盆地。
与拉沙佩勒达利涅接壤的市镇（或旧市镇、城区）包括：卢阿耶、迪尔塔勒、勒巴约勒、克罗米耶尔、佩圣母村、普雷西涅。

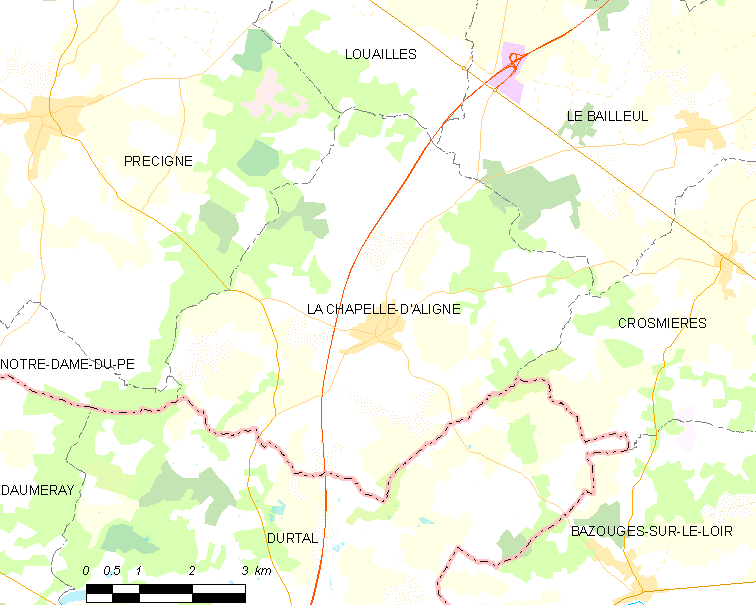
拉沙佩勒达利涅的OSM定位图

拉沙佩勒达利涅的时区为UTC+01:00、UTC+02:00（夏令时）。

## 行政
拉沙佩勒达利涅的邮政编码为72300，INSEE市镇编码为72061。

## 政治
拉沙佩勒达利涅所属的省级选区为拉弗莱什县。

## 人口

1962-2008年间拉沙佩勒达利涅人口变化图示

拉沙佩勒达利涅于2022年1月1日时的人口数量为1725人。